# Plebiscito costituzionale di Corea del Sud del 1987
Un plebiscito costituzionale si è svolto in Corea del Sud il 28 ottobre del 1987. Le modifiche alla Costituzione della Repubblica di Corea furono approvate con il 94,4% dei voti, con una partecipazione del 78,2%.

## Risultati
| Risultati   | Risultati  | Risultati   |
| Sì o no     | Voti       | Percentuale |
| ----------- | ---------- | ----------- |
| Sì          | 18.640.625 | 94,4%       |
| No          | 1.092.702  | 8,4%        |
| Voti totali | 20.028.672 | 100%        |